# Donećke (obwód charkowski)
Donećke (ukr. Донецьке) – wieś na Ukrainie, w obwodzie charkowskim, w rejonie iziumskim. W 2001 liczyła 235 mieszkańców.